# Osojnica, Žrelec
Osojnica (nemško Zwanzgerberg) je naselje v Občini Žrelec v Okraju Celovec-dežela na Koroškem v Avstriji.